# Chử Thiên Khải
Chử Thiên Khải là tham chính thời Lê sơ, đỗ tiến sĩ vào năm Cảnh Thống (1502).

## Thân thế
Chử Thiên Khải là người xã Cối Giang, huyện Đông Ngàn, tỉnh Bắc Ninh nay thuộc thôn Lộc Hà, xã Mai Lâm, Đông Anh, Hà Nội. Chử Thiên Khải là con của Chử Phong, là một trong bốn tiến sĩ của nhà họ Chử tại Cự Trình.

## Sự nghiệp
Ông đỗ đệ tam giáp đồng tiến sĩ xuất thân khoa Nhâm Tuất niên hiệu Cảnh Thống. Chử Thiên Khải làm quan đến chức tham chính, khi chết được tặng hữu thị lang bộ Lại, tước Trường Sơn bá. Theo Lịch triều hiến chương loại chí, ông chết "vì tiết nghĩa".

## Gia đình
Ông là con của Chử Phong (tiến sĩ khoa Nhâm Thìn 1472), có cháu nội là Chử Sư Đổng (hoàng giáp khoa Giáp Tuất 1514), con Chử Sư Đổng là Chử Sư Văn.

## Nhận định
Trong Lịch triều hiến chương loại chí, thuộc Nhân vật chí, Phan Huy Chú có viết một mục về ông tại phần "Bề tôi tiết nghĩa".